# Live & More Encore
Live & More Encore è un album dal vivo della cantautrice statunitense Donna Summer pubblicato nel 1999 dall'etichetta Epic Records.

## Tracce
1. MacArthur Park – 6:38 (Webb)
2. This Time I Know It's for Real – 3:12 (Aitken, Stock, Summer, Waterman)
3. I Feel Love – 3:50 (Bellotte, Moroder, Summer)
4. On the Radio – 4:29 (Moroder, Summer)
5. No More Tears (Enough Is Enough) – 4:21 (Jabara, Roberts) – duetto con Tina Arena
6. Dim All the Lights – 6:03 (Summer)
7. She Works Hard for the Money – 4:31 (Omartian, Summer)
8. Bad Girls – 3:06 (Esposito, Hokenson, Sudano, Summer)
9. Hot Stuff – 4:19 (Bellotte, Faltermeyer, Forsey)
10. My Life – 5:58 (Barry, Miller, Summer, Waterman)
11. Last Dance – 7:08 (Jabara)
12. Love Is the Healer – 3:23 (DiGesare, Summer)
13. I Will Go with You (Con te partirò) – 4:10 (Quarantotto, Sartori, Summer)